# HCalendar
hCalendar (скорочення від HTML iCalendar) — мікроформат для представлення в (X)HTML-розмітці відомостей про події, що описані в iCalendar форматі. Використовує HTML класи та rel атрибути.
Такій спосіб дозволяє не тільки показувати календарні дані браузерами, а ще й застосувати інструменти для отриманні структурованої інформації для завантаження в спеціалізоване ПЗ керування календарями або в діаграми, виконувати інші різноманітні перетворення.

## Структура
Вся інформація про подію має знаходиться в блоку, позначеному як клас vevent. В цей блок містить інші HTML теги з відповідними класами, що наведені нижче. Теги можуть мати додатковий параметр title, якщо значення для відображення надано в іншому форматі, ніж передбачено стандартом. 
Обов'язкові параметри, які мають бути в будь-якому блоці vevent:
- dtstart — дата та час в форматі ISO 8601 початку події;
- summary — стислий опис.

Необов'язкові параметри, перелік неповний:
- location — адреса, де буде відбуватись подія;
- url — посилання на сторінку з детальним описом події;
- dtend — дата та час в форматі ISO 8601 закінчення події;
- duration — тривалість події, в форматі ISO 8601;
- rdate ;
- rrule ;
- category ;
- description — розширений опис події;
- uid — унікальний ідентифікатор;
- geo — координати події (latitude, longitude), що наведені в мікроформаті Geo.

Повний перелік атрибутів наведено в специфікації.

## Приклад
Припустимо, потрібно поширити наступне оголошення про заплановану зустріч:
Зустріч з питань вирішення ремонту відбудеться 10 лютого 2017 за адресою вул. Сімеренко 1Б
В форматі iCalendar буде виглядати наступним чином
```
BEGIN:VCALENDAR
BEGIN:VEVENT
UID:guid-1.host1.com
DTSTAMP:20170103T201000Z
DESCRIPTION:Зустріч з питань вирішення ремонту
SUMMARY:Щодо поточного ремонту
DTSTART:20170210T133000Z
DTEND:20170210T143000Z
LOCATION:вул. Сімеренко 1Б
END:VEVENT
END:VCALENDAR

```

Відповідно, в форматі hCalendar буде:
```
<
div
 
class
=
"vevent"
>

<
h3
 
class
=
"summary"
>
Щодо поточного ремонту
</
h3
>

<
p
 
class
=
"description"
>
Зустріч з питань вирішення ремонту
</
p
>

<
p
>
To be held on 
 
<
span
 
class
=
"dtstart"
>
 
<
abbr
 
class
=
"value"
 
title
=
"2017-02-10"
>
2 лютого 2017
</
abbr
>
 
   з  
<
span
 
class
=
"value"
>
13:30am
</
span
>

  
</
span
>

   по   
<
span
 
class
=
"dtend"
><
span
 
class
=
"value"
>
14:30
</
span
>
 
</
span
>

</
p
>

<
p
>
За адресою: 
<
span
 
class
=
"location"
>
вул. Сімеренко 1Б
</
span
></
p
>

<
small
>
Заплановано: 
<
span
 
class
=
"uid"
>
guid-1.host1.com
</
span
>
 в 
 
<
span
 
class
=
"dtstamp"
>

  
<
abbr
 
class
=
"value"
 
title
=
"2017-01-03"
>
03 січня 2017р
</
abbr
>
 о 
<
span
 
class
=
"value"
>
20:10
</
span
>

 
</
span
>

</
small
>

</
div
>

```